# Andruty kaliskie

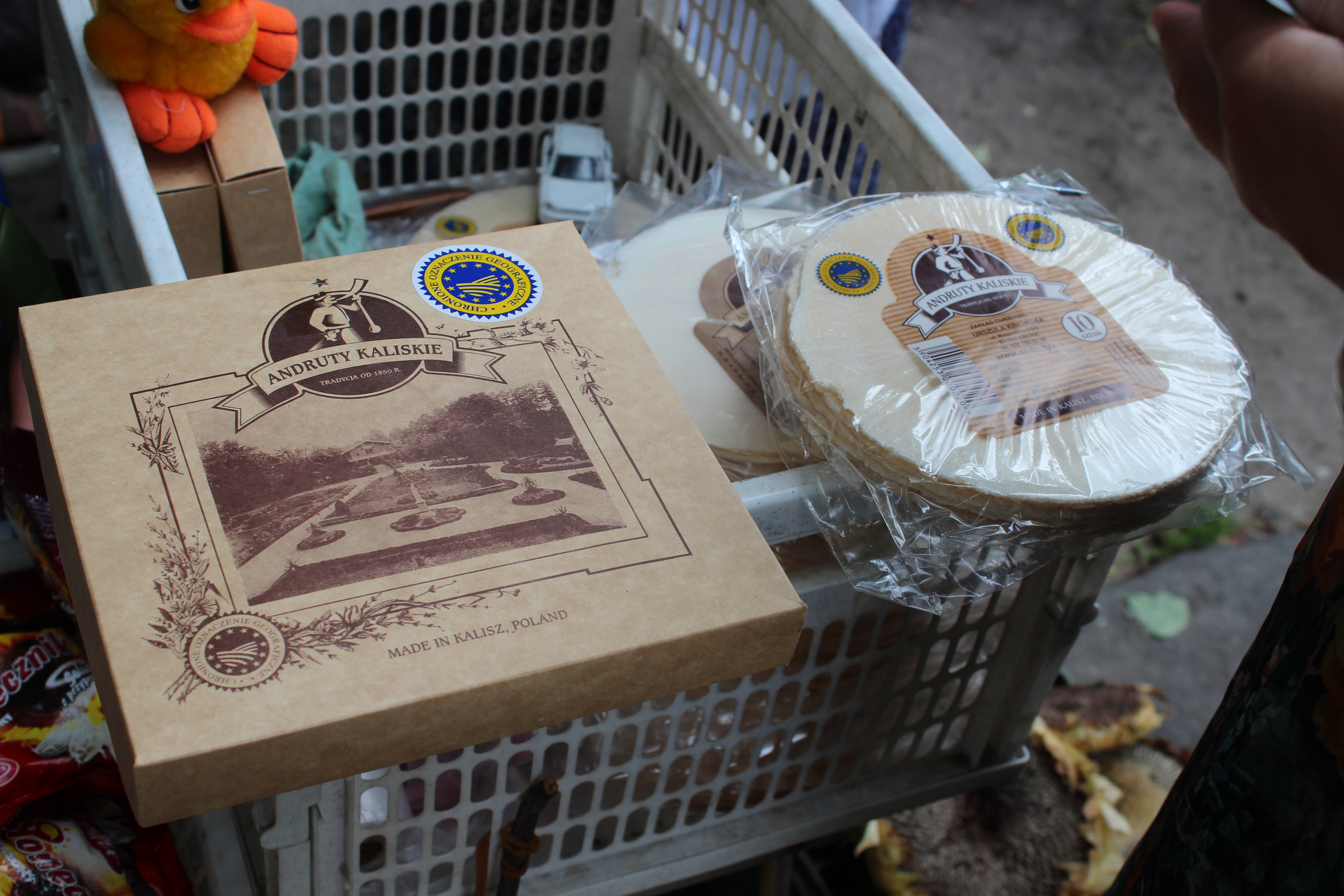
Andruty kaliskie

Andruty kaliskie – lekko słodkie, cienkie wafle wypiekane od początku XIX wieku w Kaliszu i Kaliskiem; produkt tradycyjny, produkt regionalny.
9 grudnia 2005 andruty zostały wpisane na Listę produktów tradycyjnych Ministerstwa Rolnictwa i Rozwoju Wsi. 21 kwietnia 2009 na wniosek Lokalnej Organizacji Turystycznej Ziemi Kaliskiej, andruty zostały wpisane na listę produktów regionalnych o chronionym oznaczeniu geograficznym.